# DShK
La DShK 1938 (ДШК, pour Дегтярёва Шпагина Крупнокалиберный, Degtiariova Chpaguina Kroupnokaliberny, « Gros calibre Degtiarev-Chpaguine ») est une mitrailleuse lourde soviétique antiaérienne tirant des cartouches 12,7 × 108 mm, également utilisée comme mitrailleuse lourde pour l'infanterie. Elle est principalement utilisée pendant la Seconde Guerre mondiale sur un affût sur roue ou un trépied et jusqu'à aujourd'hui par plusieurs armées à travers le monde comme arme d’appui pour l'infanterie ou montée sur des véhicules. Elle est également utilisée par beaucoup de groupes non-étatiques et a participé à presque tous les conflits armés depuis la fin de la Seconde Guerre mondiale.

## Historique
Nécessitant une mitrailleuse lourde similaire au M2 Browning, le développement de la DShK a commencé en Union soviétique en 1929 et la première conception a été finalisée par Vassili Degtiarev en 1931. La conception initiale utilisait le même fonctionnement au gaz que la Degtiarev DP 28 et utilisait un chargeur à tambour de 30 cartouches, mais avait une faible cadence de tir. Gueorgui Chpaguine a retravaillé la conception en la remplaçant par une alimentation par courroie avec un cylindre d'alimentation rotatif, et la nouvelle mitrailleuse a commencé sa production en 1938 sous le nom de DShK 1938. Le DShK et l'américain M2 Browning sont les seules mitrailleuses de calibre 12,7 mm conçues avant la Seconde Guerre mondiale qui restent en service de nos jours.
Pendant la Seconde Guerre mondiale, la DShK a été utilisée par l'Armée rouge, avec un total de 9 000 produites pendant la guerre. Il était principalement utilisé dans des rôles antiaériens sur des véhicules tels que le camion GAZ-AA, le char IS-2, l'artillerie automotrice ISU-152 et le char amphibie T-40. Semblable à la  Mitrailleuse Maxim russe PM1910, lorsqu'elle était déployée contre l'infanterie, la DShK était utilisée avec un chariot à deux roues, avec lequel la mitrailleuse pesait un total de 157 kg. En 1944, un frein de bouche beaucoup moins cher, inspiré du modèle polonais Wz. Après 1945, la DShK fut largement exportée vers d'autres pays du bloc de l'Est.
En 1946, une variante améliorée fut produite, avec une frein de bouche et un système d'alimentation révisés. Nommée DShK 38/46 ou DShK-M, plus d'un million ont été produites entre 1946 et 1980. Le fusil-mitrailleur a également été révisé pour devenir plus fiable et plus facile à fabriquer. La nouvelle DShK a été produite sous licence au Pakistan, en Iran, en Yougoslavie, en Roumanie, en Pologne et en Tchécoslovaquie. La variante tchécoslovaque, se distingue visuellement par un frein de bouche rectangulaire. La Chine a produit sa propre variante de ce modèle, appelée Type 54.
Après la Seconde Guerre mondiale, les DShK ont été largement utilisées par les forces communistes au Vietnam, à commencer par la bataille de Diên Biên Phu en 1954. Bien qu'ils ne soient pas aussi puissants que les canons antiaériens, les DShK étaient plus faciles à faire passer clandestinement à travers le Vietnam, le Cambodge et le Laos. Les DShK constituaient une menace majeure pour les avions américains pendant la guerre du Vietnam et sur les 7 500 aéronefs perdus pendant la guerre, la plupart ont été détruits par des canons antiaériens, dont le DShK.
En juin 1988, pendant le conflit nord-irlandais, un hélicoptère Westland Lynx de l'armée britannique a été touché 15 fois par deux DShK de l'IRA importés clandestinement de Libye, l'hélicoptère a été contraint de s'écraser près de Cashel Lough Upper, dans le sud du comté d'Armagh.
Le DShK a commencé à être partiellement remplacé en Union soviétique par la mitrailleuse NSV en 1971 et la mitrailleuse Kord en 1998.
Elle est parfois surnommée Douchka (chérie), de son abréviation.

## Opérateurs

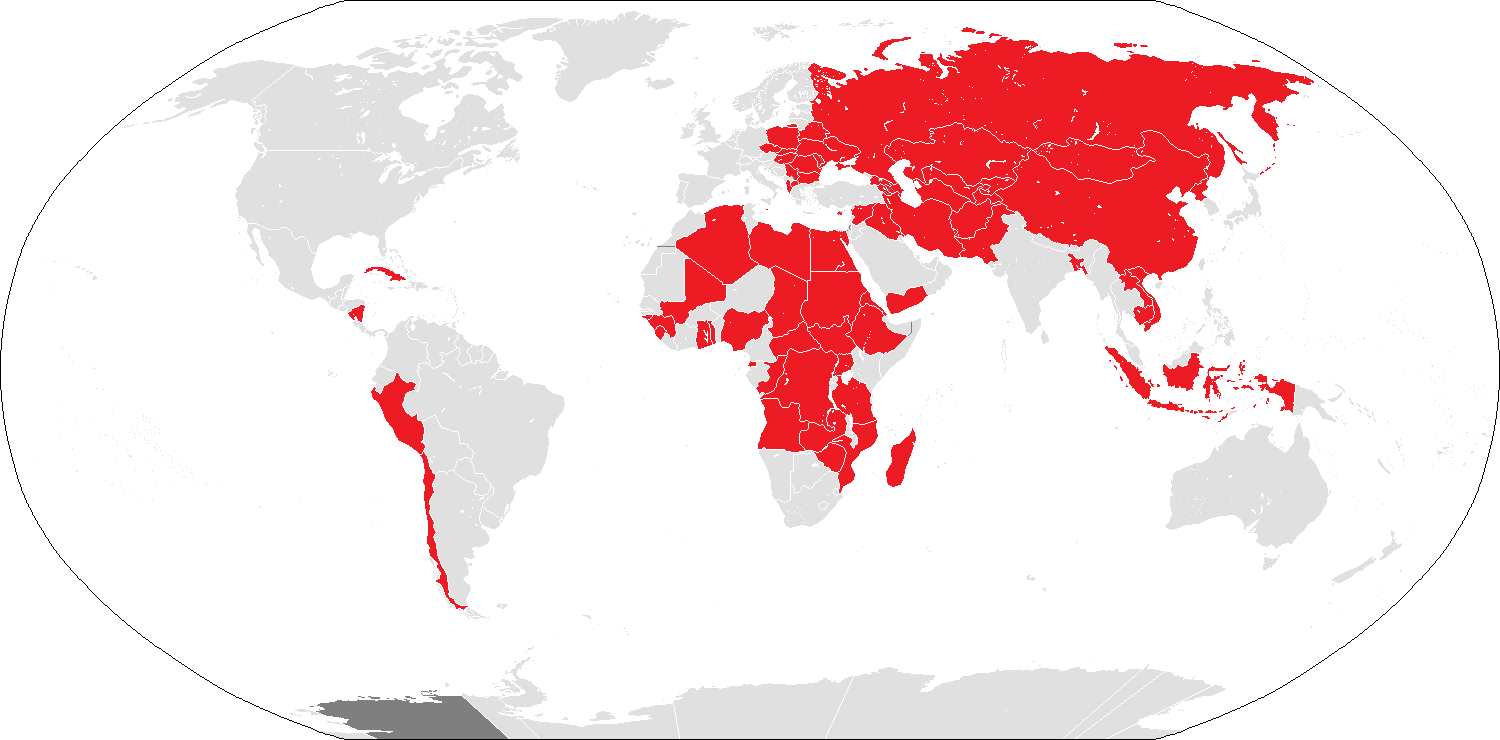
Opérateurs de la mitrailleuse SSkH dans le monde :
Pays fabricant
Pays utilisateur

La mitrailleuse lourde DShKM a été ou est en service dans plus de 40 armées dans le monde. Elle est produite en Chine (Type 54), fabriquée au Pakistan, en Iran et divers autres pays. Elle a été utilisée de façon courante comme mitrailleuse de toit sur les chars soviétiques d'après guerre (T-55, T-62) et dans des véhicules blindés (BTR-152). À l'heure actuelle, les Forces armées russes ont presque complètement remplacé leurs DShK et DShKM par des mitrailleuses plus sophistiquées et modernes comme la NSV ou le Kord.
- Afghanistan[8]
- Albanie[8]Produit localement une copie chinoise de la "DShkM"
- Algérie[8]
- Angola[8]
- Arménie[8]
- Azerbaïdjan[8]
- Bangladesh[8]
- Biélorussie[8]
- Bulgarie[8]
- Cambodge[8]
- Cameroun[9]
- Cap-Vert[8]
- République centrafricaine[8]
- Tchad[8]
- Chili[10]
- République du Congo[8]
- Cuba[8]
- Chypre[8]
- République démocratique du Congo[8]
- Égypte[8]
- Guinée équatoriale[8]
- Érythrée[8]
- Éthiopie[8]
- Géorgie[8]
- Ghana[8]
- Guinée[8]
- Guinée-Bissau[8]
- Hongrie[8]
- Indonésie
- Iran: Produit localement la variante DShKM qui et désignée MGD 12.7[11].
- Irak[8]
- Irlande: Utilisée par la Provisional Irish Republican Army .
- Israël[8]
- Kazakhstan[8]
- Kosovo
- Kurdistan
- Kirghizistan[8]
- Laos[8]
- Libye[8]
- Macédoine[8]
- Madagascar[8]
- Mali[8]
- Malte[8]
- Mongolie[12]
- Mozambique[8]
- Nicaragua[8]
- Nigeria[8]
- Corée du Nord[8]
- Pakistan: Produit et utilise localement la variante DShKM, pour l'armée pakistanaise [13],[14]
- Pérou[8]
- Pologne[15]
- République arabe sahraouie démocratique
- Seychelles[8]
- Sierra Leone[8]
- Slovaquie[8]
- Somalie[8]
- Union soviétique[16]
- Syrie[8]
- Tanzanie[8]
- Togo[8]
- Turkménistan[8]
- Ouganda[8]
- Ukraine[8]
- Vietnam[8]
- Yémen[8]
- Zambie[8]
- Zimbabwe[8]
- Inde

Anciens utilisateurs :
- Tchécoslovaquie: Produit localement la variante DShKM[16].
- République tchèque[8] DShKM est remplacée par les mitrailleuses Browning M2.
- Finlande[8]DShKM est remplacée par la mitrailleuse NVS
- République démocratique du Viêt Nam[16]
- Chine: Produit et utilise localement la variante DShKM[16]. DShKM est remplacée par les mitrailleuses Type 85 , W85 et QJZ-89
- Roumanie Constructeur local
- Russie[8]. La DShKM est remplacée par les mitrailleuses NVS et Kord.
- Serbie[8] la DShKM est remplacée par la mitrailleuse NVS.
- Sri Lanka: Utilisée par les Tigres tamouls.
- Yougoslavie: Produit localement la variante DShKM[11].

Les Douchka russes ou chinoises ont servi dans de nombreux conflits depuis la Grande Guerre patriotique. Ainsi lors de la Guerre au Mali, elles constituent l'armement principal de plusieurs pick-up militarisés.

## Culture populaire[17]
La DShK apparait très souvent dans des films, séries, jeux vidéo...
- Dans le film Rambo 3 (1988) une DShK est utilisée par le personnage principal pour détruire un Hind soviétique ;
- Dans le film La Bête de guerre (1988) une DShK est présente sur le T-55 soviétique et est utilisée contre les Moudjahid afghans ;
- Dans le film Black Hawk Down (2001) la DShK est utilisée par les miliciens Somaliens contre les soldats Américains ;
- Dans le film Blood Diamond (2006) la DShK est utilisée à plusieurs reprises par les rebelles du R.U.F au Sierra Leone ;
- Dans le film Shooter (2007) une DShk montée sur un Technical est utilisée par des rebelles Éthiopiens ;
- Dans le film 13 Hours (2016) une DShK montée sur un Technical est utilisée par des miliciens Libyens du groupe Ansar al-Charia ;
- Dans le film Black Widow (2021) une DShK montée sur tripode est utilisée par des gardes de prison.
- Dans le jeux vidéo War Thunder, la DShk est présente sur plusieurs chars soviétiques comme le T-55 et le T-62.